# Bistum Novo Hamburgo
Das Bistum Novo Hamburgo (lateinisch Dioecesis Novohamburgensis) ist eine römisch-katholische Diözese mit Sitz im brasilianischen Novo Hamburgo im Bundesstaat Rio Grande do Sul.

## Geschichte
Papst Johannes Paul II. gründete am 2. Februar 1980 mit der Apostolischen Konstitution Cum sacer praesul ecclesia das Bistum aus Gebietsabtretungen des Erzbistums Porto Alegre und unterstellte es diesem als Suffraganbistum.

## Territorium
Das Bistum Novo Hamburgo umfasst die Gemeinden Novo Hamburgo, Campo Bom, Canela, Dois Irmãos, Estância Velha, Gramado, Igrejinha, Ivoti, Nova Petrópolis, Rolante, São Leopoldo, Sapiranga, Taquara und Três Coroas des Bundesstaates Rio Grande do Sul.

## Bischöfe von Novo Hamburgo
- Aloísio Sinésio Bohn (1980–1986), dann Bischof von Santa Cruz do Sul
- Bonaventura Kloppenburg OFM (1986–1995)
- Osvino José Both (1995–2006), dann Militärerzbischof von Brasilien
- Zeno Hastenteufel (2007–2022)
- João Francisco Salm (seit 2022)

## Statistik
| Jahr | Bevölkerung | Bevölkerung | Bevölkerung | Priester | Priester           | Priester         | Priester               | Ständige Diakone | Ordensleute | Ordensleute | Pfarreien |
| Jahr | Katholiken  | Einwohner   | %           | Gesamt   | Diözesan- priester | Ordens- priester | Katholiken je Priester | Ständige Diakone | männlich    | weiblich    | Pfarreien |
| ---- | ----------- | ----------- | ----------- | -------- | ------------------ | ---------------- | ---------------------- | ---------------- | ----------- | ----------- | --------- |
| 1979 | ?           | 405.000     | ?           | 102      | 35                 | 67               | ?                      |                  | 123         |             | 30        |
| 1990 | 425.000     | 530.000     | 80,2        | 106      | 49                 | 57               | 4.009                  | 1                | 122         | 386         | 37        |
| 2000 | 753.836     | 1.007.768   | 74,8        | 121      | 68                 | 53               | 6.230                  | 10               | 89          | 332         | 44        |
| 2001 | 860.000     | 1.051.319   | 81,8        | 121      | 69                 | 52               | 7.107                  | 10               | 103         | 323         | 44        |
| 2004 | 721.338     | 961.783     | 75,0        | 121      | 68                 | 53               | 5.961                  | 10               | 107         | 353         | 44        |
| 2013 | 790.000     | 1.049.000   | 75,3        | 116      | 89                 | 27               | 6.810                  | 36               | 56          | 282         | 47        |